# 孔令暉
孔令暉(Simon Hung)，公民黨及全民教育局成員，中學教師，曾經一度計劃於2019年香港區議會選舉代表公民黨參選荃灣南選區，但其後由黨友陸靈中頂上。

## 早年生涯
孔令暉畢業於香港教育學院，曾經擔任香港教育學院校董會學生代表及教協監事。

## 政治立場及關注議題
孔令暉本身為英文科中學教師，政治立場偏向民主派，關注議題以教育為主，關注學生壓力與課程內容偏多的問題，又曾經發表文章批評教育局推行「校本管理」多年，結果在部分學校造成校長霸權，主張成立專業自主的公會，訂立對校長和教師都具約束力的專業守則 (Codes of Practice)，容許專業對話成為學校運作的日常，禁止任何形式的打壓、職場欺凌及語言暴力。

## 資料來源
1. ↑  .   [2020-05-18].[]
2. ↑   (PDF).   [2020-05-18]. （原始内容存档 (PDF)于2019-10-29）.
3. ↑  .   [2020-05-18].[]
4. ↑  鄧穎琳. .   [2020-05-18].
5. ↑  孔令暉. .   [2020-05-18]. （原始内容存档于2020-08-13）.